# 제러미 피스
제러미 롤런드 피스(Jeremy Roland Peace, 1956년 8월 13일 ~ )는 영국의 기업인이자 풋볼 리그 챔피언십의 웨스트 브로미치 앨비언 FC의 구단주이다.
1956년 8월 13일 영국 웨스트 브로미치 출생으로 증권 회사에서 일하며 회계 업무 및 주식 투자 등을 담당하였다. 2002년 6월 웨스트 브로미치 앨비언 FC를 인수해 구단주가 되었다.